# 565 TCN
565 TCN là một năm trong lịch La Mã.